# Huangni He (vattendrag i Kina, Heilongjiang, lat 45,43, long 128,31)
Huangni He (kinesiska: 黄泥河) är ett vattendrag i Kina. Det ligger i provinsen Heilongjiang, i den nordöstra delen av landet, omkring 140 kilometer öster om provinshuvudstaden Harbin.
Genomsnittlig årsnederbörd är 907 millimeter. Den regnigaste månaden är juli, med i genomsnitt 189 mm nederbörd, och den torraste är januari, med 9 mm nederbörd.